# Serpent (Six Flags Astroworld)
Serpent was een mijntreinachtbaan in Six Flags Astroworld. De achtbaan werd gebouwd door Arrow Dynamics in 1969 en was tevens de laatste kinderachtbaan gebouwd door Arrow Dynamics. Serpent was de eerste achtbaan van het park. Nadat Six Flags Astroworld sloot is de achtbaan verkocht als schroot.